# Greg Combet

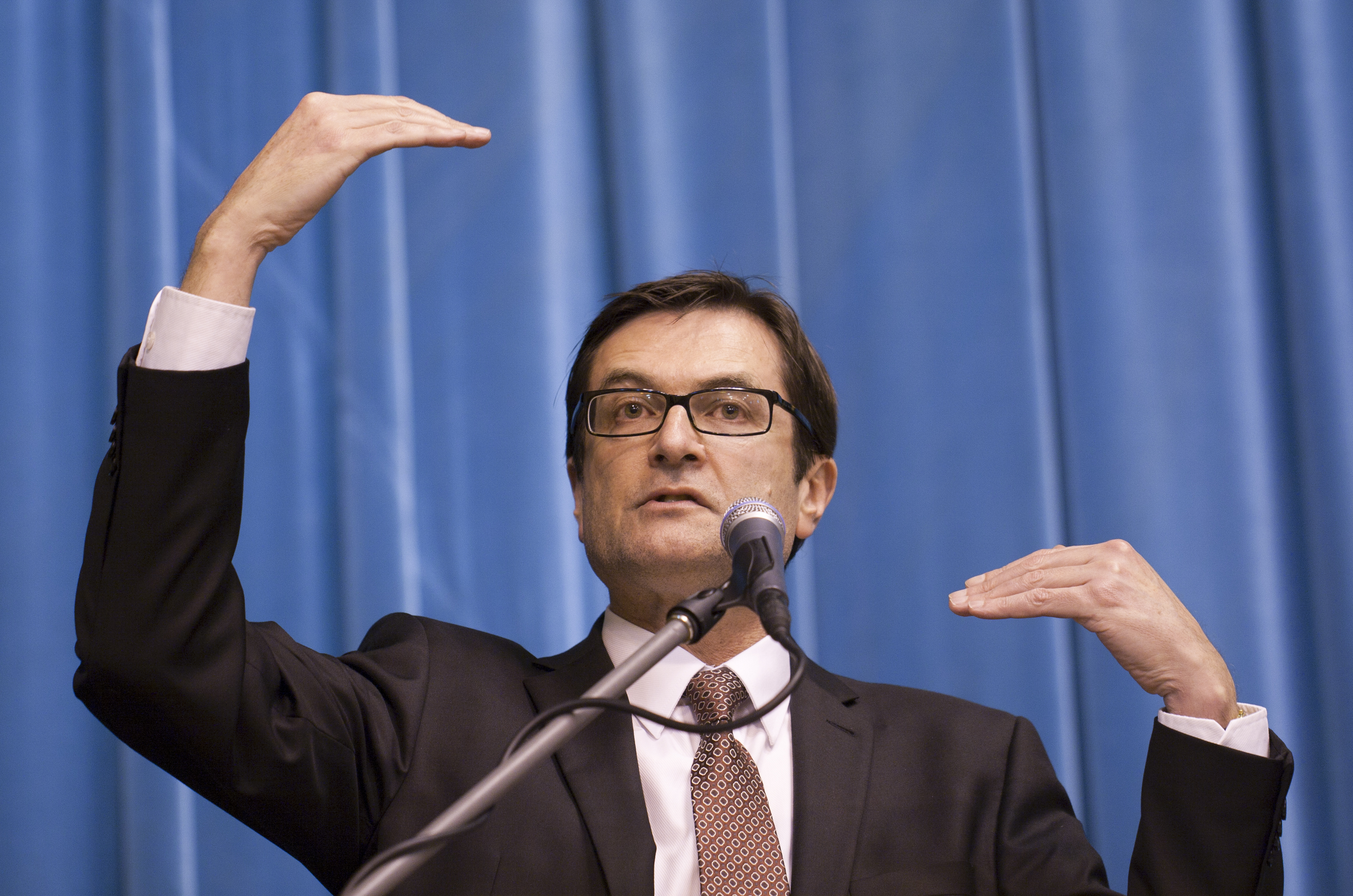
2011

Greg Combet, właśc. Gregory Ivan Combet (ur. 28 kwietnia 1958 w Sydney) – australijski polityk i działacz związków zawodowych, członek Australijskiej Partii Pracy (ALP). Od 14 września 2010 zasiada w gabinecie Julii Gillard, gdzie sprawuje urząd ministra ds. zmian klimatycznych i efektywności energetycznej.
Uzyskał dwa licencjaty: z inżynierii górnictwa na University of New South Wales oraz ekonomii na University of Sydney. Następnie podyplomowo studiował prawo pracy. Karierę zawodową zaczynał jako etatowy pracownik związku lokatorów, ale szybko przeszedł na analogiczne stanowisko w związku zawodowym, początkowo z branży portowej. W 1993 został zatrudniony przez Australian Council of Trade Unions (ACTU, Australijska Rada Związków Zawodowych), będącą główną centralą związkową w tym kraju. W 2000 został wybrany sekretarzem generalnym ACTU, kierującym bieżącą działalnością organizacji. Zajmował to stanowisko przez siedem lat.
W 2007 ogłosił rozpoczęcie kariery politycznej w barwach tradycyjnie bliskiej związkom zawodowym Partii Pracy. Jeszcze w tym samym roku uzyskał mandat parlamentarny, startując z okręgu wyborczego Charlton, gdzie ze względu na liczne kopalnie węgla dominują wyborcy o raczej lewicowych zapatrywaniach, dzięki czemu od dziesięcioleci wygrywają tam kandydaci ALP. Natychmiast został powołany w skład rządu, otrzymując jednak rangę parlamentarnego sekretarza, co jest najniższym z trzech politycznych szczebli w australijskiej egzekutywie. Początkowo odpowiadał za kwestie zakupów dla wojska. W lutym 2009 został przeniesiony do resortu zmian klimatycznych, gdzie zajmował się tematyką handlu limitami emisji gazów cieplarnianych.
W czerwcu 2009 został awansowany do rangi wiceministra obrony i zarazem wiceministra zmian klimatycznych (w Australii dopuszczalna jest taka praca w dwóch resortach jednocześnie). Po wyborach z sierpnia 2010, premier Julia Gillard mianowała go członkiem gabinetu i zarazem szefem resortu zmian klimatycznych.